# Розширення гендерних можливостей
Розширення гендерних можливостей ― це розширення можливостей людей будь-якої статі. Хоча зазвичай згадується для розширення прав і можливостей жінок, концепція наголошує на різниці між біологічною статтю та гендером як роллю.
Розширення можливостей ґендеру стало важливою темою дискусій щодо розвитку та економіки. Цілі країни, підприємства, громади та групи можуть отримати вигоду від реалізації програм та політики, які приймають поняття розширення можливостей жінок.  Розширення можливостей є однією з основних процедурних проблем, що стосуються прав людини та розвитку . Підхід до людського розвитку та можливостей, Цілі розвитку тисячоліття та інші підходи/цілі вказують на розширення можливостей та участь як необхідний крок, якщо країна хоче подолати перешкоди, пов'язані з бідністю. 

## Вимірювання
Розширення можливостей ґендеру можна виміряти за допомогою Ступеню ґендерної довіри або GEM. GEM показує участь жінок у тій чи іншій країні як політично, так і економічно. GEM обчислюється шляхом відстеження «частки місць у парламенті, що займають жінки; жінок-законодавиць, вищих посадових осіб та керівниць; технічних працівниць; також вимірюється гендерна диспропорція у заробленому доході, що відображає економічну незалежність».  Потім він ранжує країни за цією інформацією. Інші заходи, що враховують важливість участі та рівності жінок, включають: Індекс гендерного паритету та Індекс гендерного розвитку (GDI). 